# Canoa do Bagre
Canoa do Bagre é uma telenovela brasileira produzida pela RecordTV, e exibida entre 15 de setembro de 1997 a 2 de março de 1998, em 121 capítulos, sendo substituída por Estrela de Fogo. Foi a primeira novela da emissora após 20 anos ausentes, desde o fim de O Espantalho (1977), em uma fase ainda simplória e antes da grande reformulação dramatúrgica de 2004. Escrita por Ronaldo Ciambroni, sob direção de Plínio Paulo Fernandes e Nelson Baskerville e direção geral de Atílio Riccó.
Conta com Gianfrancesco Guarnieri, Othon Bastos, Lolita Rodrigues, Maria Estela, Miriam Mehler, Rômulo Arantes, Carmo Dalla Vecchia e Nico Puig nos papéis principais.

## Produção
Tim Maia foi compositor da faixa "Do Fundo do Coração" especialmente para a abertura, porém o diretor Atílio Riccó não gostou do resultado e decidiu não utilizá-la, optando por "Canção da Partida", de Dorival Caymmi – Tim, chateado com a situação, nunca chegou a incluir a canção em um álbum ou liberá-la ao público. Foi a última novela do ator Rômulo Arantes, que viera a falecer em 2000.

## Enredo
Em Canoa do Bagre, litoral de São Paulo, Juarez e Gustavo são ex-amigos da juventude que tomaram rumos bem diferentes: o primeiro se tornou um poderoso empresário após roubar o dinheiro de seu finado patrão, enquanto o segundo prosperou por mérito próprio com uma transportadora. O sonho de Juarez é destruir a vila de pescadores para expandir seu resort, porém Gustavo é o maior opositor e lidera os moradores contra. A vida de Juarez muda quando Clarita, a mulher que o abandonou no passado e o fez se tornar um homem amargo, retorna ao descobrir que ele é rico trazendo a filha deles, Marilena.
Quem se sente ameaçada pela volta de Clarita é Juliete, que vive um relacionamento de 25 anos com Juarez sem ser assumida por ele, tendo dois filhos que odeiam o pai, Mário e Antônio. Já o filho de Gustavo, Orlando, se apaixona por Mariana, mas não tem permissão da irmã dela Marlene por ser um mulherengo irresponsável. No vilarejo chegam Pedro e João Batista, fugitivos da prisão que são ameaçados pelo inescrupuloso Aníbal, ainda mais quando o primeiro se apaixona por Janaína, filha de Gustavo.

## Elenco
| Ator/Atriz              | Personagem                |
| ----------------------- | ------------------------- |
| Gianfrancesco Guarnieri | Juarez dos Anjos          |
| Othon Bastos            | Gustavo Maranhão          |
| Lolita Rodrigues        | Clarita Bastos            |
| Maria Estela            | Juliete dos Anjos         |
| Miriam Mehler           | Albertina Maranhão        |
| Rômulo Arantes          | João Pedro                |
| Carmo Dalla Vecchia     | João Batista              |
| Theresa Athayde         | Janaína Maranhão          |
| Nico Puig               | Orlando Maranhão          |
| Lyliá Virna             | Mariana Meira             |
| Luiz Parreiras          | Aníbal                    |
| Ruthinéa de Moraes      | Tia Cândida Maranhão      |
| Márcia Real             | Madame Matilde            |
| Sílvia Salgado          | Luiza dos Anjos           |
| Leonardo Franco         | Antônio dos Anjos         |
| Tina Ferreira           | Marilena Bastos dos Anjos |
| Victor Branco           | Mário dos Anjos           |
| Ana Cláudia Vidal       | Marlene Meira             |
| Tânia Seckler           | Joana da Areia            |
| Paulo de Almeida        | Delegado Jonas Lambari    |
| Solange Couto           | Lina Lambari              |
| Edson Fieschi           | João Nunes                |
| Wilma de Souza          | Zenaide                   |
| Nelson Baskerville      | João do Braço             |
| Haydée Figueiredo       | Vilma                     |
| Milton Levy             | Detetive Alberto          |
| Eloísa Elena            | Lucila                    |
| Fernando Kojin          | Luiz                      |
| Simone Frota            | Kika                      |
| Gigi Monteiro           | Gabi                      |
| Camila Giovanni         | Catita Alves              |
| Domingos Montagner      | Marcondes                 |
| Dalva San               | Duda                      |
| Gabriela Foganholi      | Mariinha                  |
| Rafael Pardo            | Eduardinho                |

### Participações especiais
| Ator/Atriz          | Personagem       |
| ------------------- | ---------------- |
| Cláudio Zorzato     | Galdino DelRey   |
| Ronaldo Ciambroni   | Dr. Pavarini     |
| Carlos Denoni       | Dino             |
| Sandra Théa         | Marly            |
| Luiza Jorge         | Fadinha          |
| Patrícia Rinaldi    | Márcia           |
| Maria Hilda Arvatti | Zuleica          |
| William Reis        | Cazuza / Marisco |
| Vinícius Ventura    | Tião             |